# 1790 na literatura

## Nascimentos
| Data           | Nome                      | Profissão                  | Nacionalidade | Observações | Ref |
| -------------- | ------------------------- | -------------------------- | ------------- | ----------- | --- |
| 21 de Outubro  | Alphonse de Lamartine     | escritor, poeta e político | França        | m. 1869     |     |
| 23 de Dezembro | Jean-François Champollion | linguista                  | França        | m. 1832     |     |

## Mortes
| Data        | Nome              | Profissão                      | Nacionalidade  | Observações | Ref |
| ----------- | ----------------- | ------------------------------ | -------------- | ----------- | --- |
| 17 de Abril | Benjamin Franklin | escritor, estadista e inventor | Estados Unidos | m. 1706     |     |
| 17 de Julho | Adam Smith        | economista                     | Escócia        | n. 1723     |     |